# Syver Aas
Syver Aas (sinh ngày 15 tháng 1 năm 2004) là một cầu thủ bóng đá người Na Uy. Hiện anh đang chơi cho câu lạc bộ Odds BK của Na Uy.